# Manitas de Plata

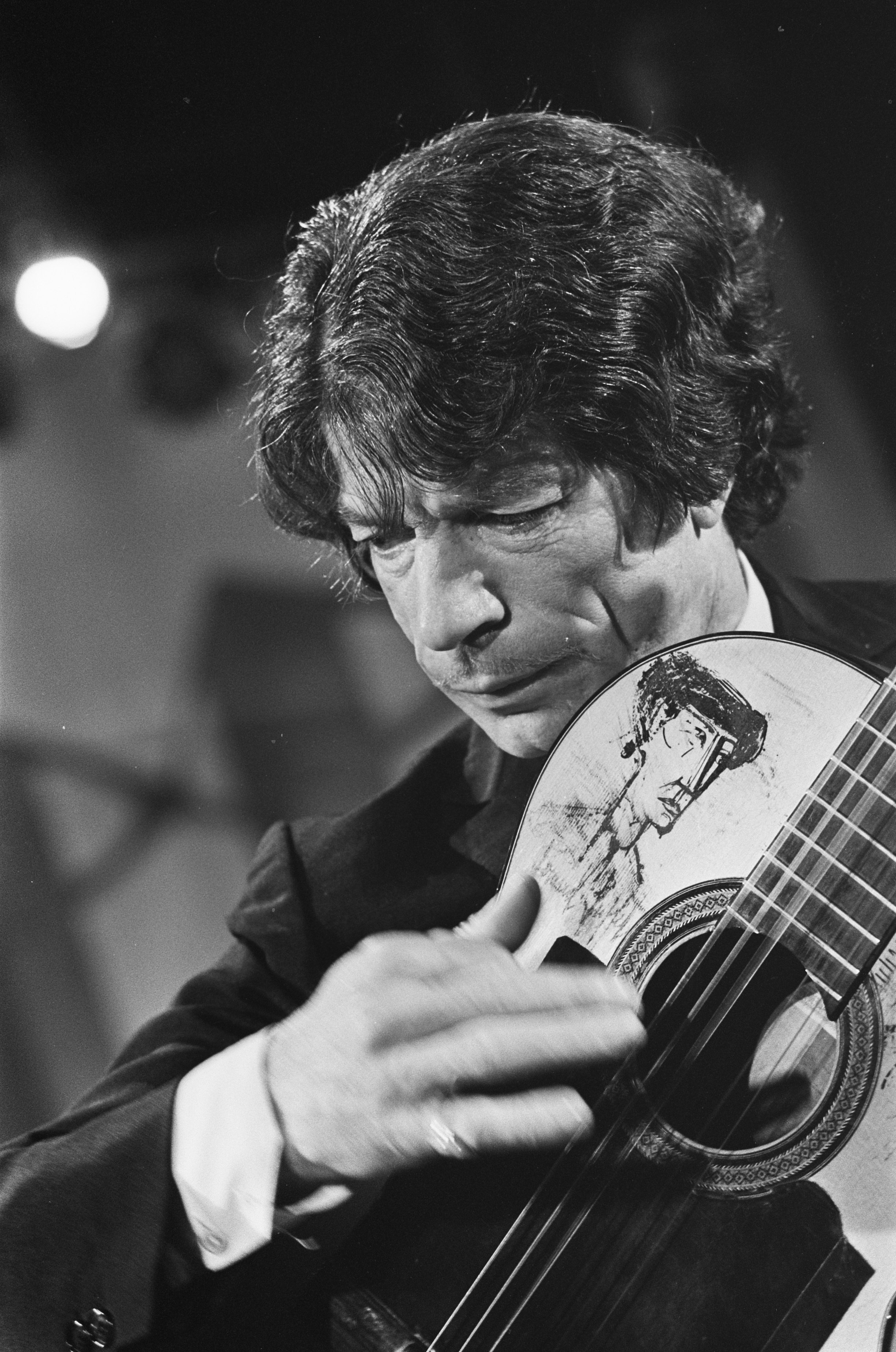
Manitas de Plata (1968)

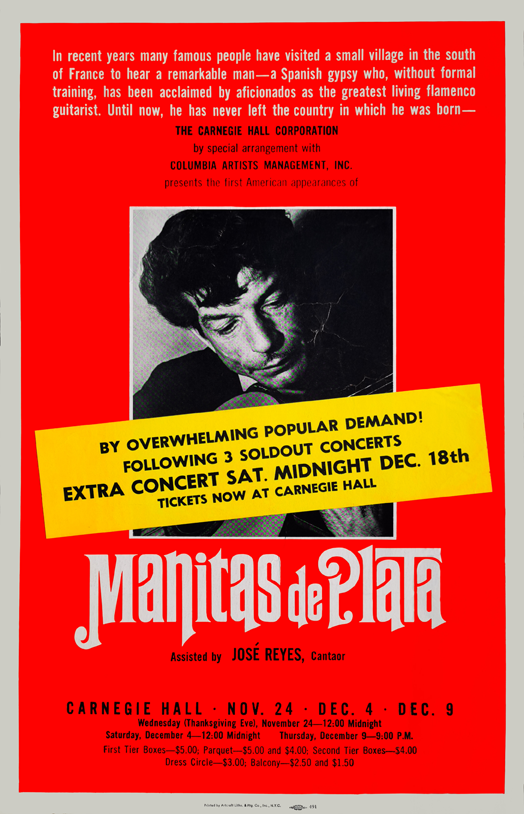
Plakat eines Konzerts in der Carnegie Hall 1965

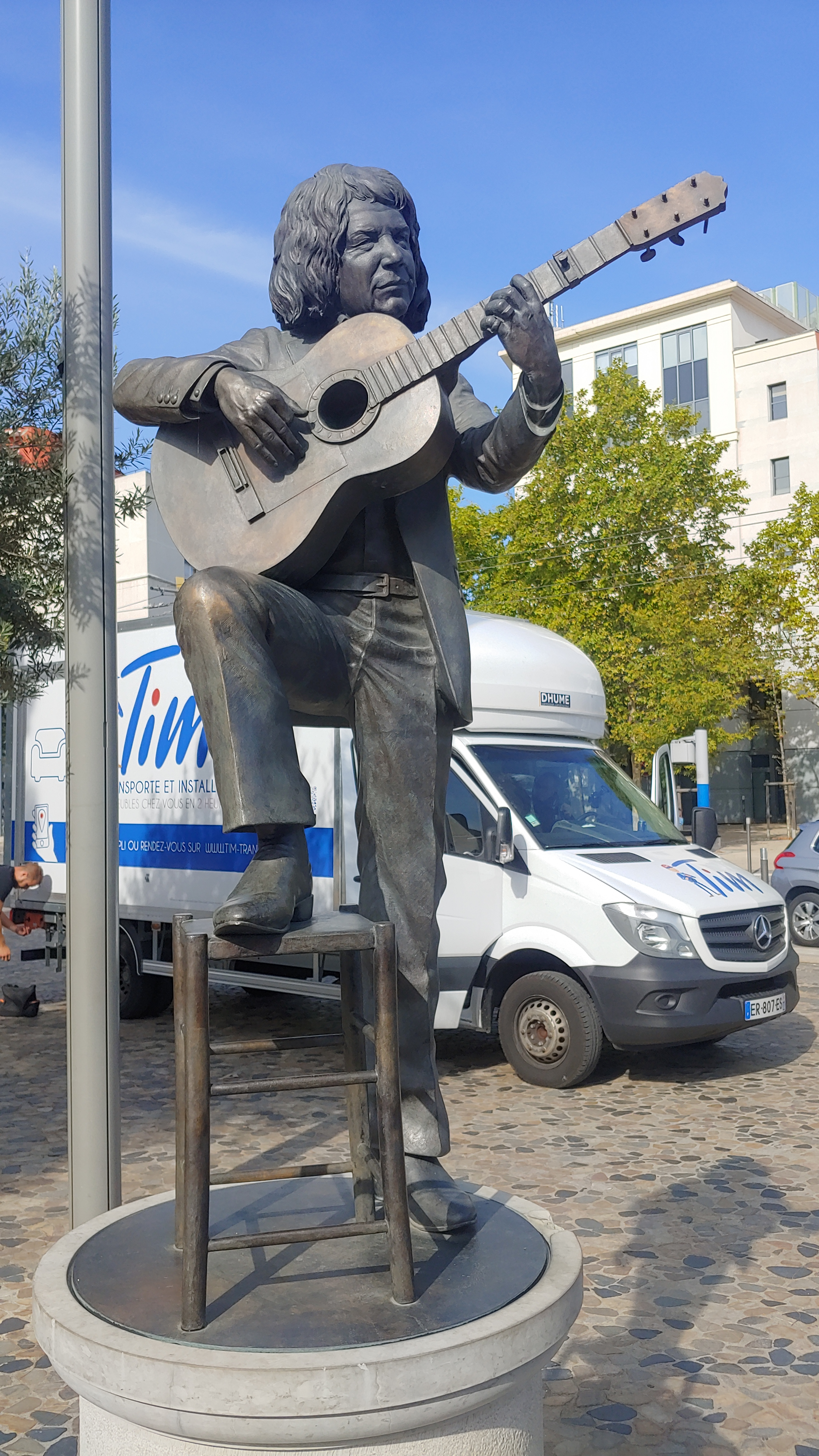
Denkmal für Manitas de Plata in Montpellier

Manitas de Plata (* 7. August 1921 in Sète; † 6. November 2014 in Montpellier; eigentlich Ricardo Baliardo) war ein französischer Gitarrist, der durch sein extrovertiertes und bisweilen exzentrisches, von Einflüssen der Flamencomusik geprägtes Gitarrenspiel in den 1960er Jahren weltberühmt wurde. Nach den Angaben des Autors einer 2023 veröffentlichten Biografie über Manitas de Plata nahm dieser zu Lebzeiten 83 Schallplatten- und CD-Alben auf, von denen über 100 Millionen Exemplare (Stand ca. 2020) weltweit verkauft wurden.

## Leben und musikalisches Schaffen
Manitas de Plata stammte aus einer Familie von Gitans, französischer Roma, und erregte durch seine musikalischen Aktivitäten während der jährlichen Wallfahrten nach Saintes-Maries-de-la-Mer in der südfranzösischen Camargue die Aufmerksamkeit des Fotografen, Autoren und Filmemachers Lucien Clergue, der zum entscheidenden Förderer seiner späteren Karriere wurde. Lucien Clergue machte ihn mit Künstlern wie Pablo Picasso und Salvador Dalí bekannt, die ebenso zu seinen Bewunderern wurden, wie die Filmschauspielerin Brigitte Bardot.
Manitas de Plata veröffentlichte zahlreiche Schallplatten und gab weltweit Konzerte, wobei er bis in die Mitte der 1970er Jahre auch mit seinem Cousin, dem Sänger José Reyes zusammenarbeitete.
Bei vielen seiner Konzerte und Aufnahmen wurde er von seinen Söhnen (Diego Baliardo, Tonino Baliardo und Paco Baliardo), Neffen und Schwiegersöhnen begleitet (Los Baliardos), mit denen er überwiegend eine eklektizistische Variante der im Verlauf der 1950er Jahre von Künstlern wie Antonio González „El Pescaílla“ und Peret entwickelten katalanischen Rumba (rumba catalana) präsentierte. Aus Mitgliedern der Familien Baliardo und Reyes formierten sich in der Folgezeit zahlreiche Gruppen, deren kommerziell erfolgreichste die Gipsy Kings wurden.
Seine letzten Lebensjahre verbrachte er krank und völlig verarmt in einer bescheidenen Sozialwohnung im südfranzösischen La Grande Motte. Am 6. November 2014 starb er im Alter von 93 Jahren in einem Krankenhaus in Montpellier.

## Kritik und Bedeutung
Ungeachtet seiner unzähligen Bewunderer und euphorischer Kritiken war das künstlerische Schaffen von Manitas de Plata immer auch Gegenstand kontroverser Diskussionen, insbesondere seitens der aficionados des andalusisch geprägten Flamencos. Diese waren oftmals Vertreter einer auf die „stilistische Reinheit des Flamenco“ (flamenco puro) bedachten Ästhetik und kritisierten daher die Musik Manitas de Platas als eklektizistischen, bestenfalls epigonalen Pseudoflamenco und sein Gitarrenspiel als zwar publikumswirksame, aber musikalisch oberflächliche und sich lediglich virtuos gebärdende „Show“.
Wurde er auch von einem Teil der Medien als „Superstar des Flamenco“ oder sogar als „Der König des Flamencos“ angesehen, so war das Urteil des amerikanischen Flamencoexperten Donn Pohren (1929–2007) ebenso wenig schmeichelhaft wie der Kommentar in einem der Standardwerke der spanischen Flamencoforschung:

“And the famous Manitas de Plata? A farce among flamenco guitarists, alarmingly deficient in his knowledge of flamenco, generally off even in his compás, of mediocre technique, but good, if nothing else for a laugh.”

„Und der berühmte Manitas de Plata? Eine Farce unter den Flamenco-Gitarristen, erschreckend mangelhaft in seinen Flamenco-Kenntnissen, in der Regel sogar in seinem Compás daneben, von mittelmäßiger Technik, aber wenn schon für nicht anderes, dann wenigstens noch gut für einen Lacher.“

«Tanto en su discografía como en sus actuaciones en directo, interpreta una música efectista totalmente desprovista de los auténticos valores del flamenco.»

„Sowohl in seiner Diskographie als auch bei seinen Live-Auftritten spielt er eine effekthascherische Musik, bar aller authentischen Werte des Flamenco.“

Die Quantität seiner umfangreichen Diskografie ergab sich nicht zuletzt aus der Repetition und Neukombination einiger weniger, über Jahrzehnte kaum veränderter musikalischer Bausteine, bei denen sich in der Retrospektive musikalisch kaum eine Weiterentwicklung feststellen lässt. Daher verharrte die Musik von Manitas de Plata auf dem einmal beschrittenen und als verkaufsträchtig erachteten Weg, was der spanische Autor José Manuel Gamboa in einer ausführlichen Analyse der Karriere und Rezeption Manitas de Platas in den Vereinigten Staaten jedoch nicht allein dem Künstler anlastet, sondern auch seiner Vereinnahmung durch Presse, Management und Plattenfirmen.
Die Bedeutung Manitas de Platas – und das teilt er mit dem kommerziell ähnlich erfolgreichen und ebenfalls von vielen Flamenco-Puristen kritisch bewerteten Gitarristen Carlos Montoya oder den Gipsy Kings – liegt weniger in seinem musikalischen Schaffen, als in seiner über einen langen Zeitraum ungebrochenen Popularität und der damit verbundenen Breitenwirkung. So wurde er für viele Musikinteressierte zu einer Art Initialzündung, sich eingehender mit der Musik des Flamenco zu beschäftigen, zu deren musikalischer Entwicklung er zwar wenig beizutragen vermochte, an deren Internationalisierung er jedoch einen durchaus erheblichen Anteil hatte.

## Posthume Ehrungen
Die Stadt Montpellier errichtete 2017 vor dem Rathaus eine Statue des Künstlers.
Im Jahr 2022 erhielt der Neubau des Konservatoriums seiner Geburtsstadt Sète den Namen Conservatoire Manitas de Plata.

## Diskographische Hinweise

### LPs
- Juerga! (1963)
- Flamenco Guitar (1965)
- The world’s greatest living flamenco artist (1966, Philips, BL 7787)
- Manitas de Plata aux Saintes-Maries-de-la-mer (1966)
- Manitas de Plata et les siens (1967, Columbia Records, FL 363)
- The Art of the Guitar (1968, Everest Records, SDBR 3201)
- La guitare d’or de Manitas (1970, Columbia Records, S 63915)
- Manitas de Plata et Ses Guitares Gitanes (1972, CBS, S65020)
- Excitement of Manitas De Plata (1973, RCA Camden, CDS 1139)
- Hommages (1973, Embassy Records, S EMB 31003)
- Musique aux doigts (1976)
- Soleil des Saintes-Maries (1978)

### Wiederveröffentlichungen, Kompilationen und CDs
- Feria Gitane (1994)
- Olé (1994)
- Manitas de Plata at Carnegie Hall (1995)
- Flaming Flamenco (1997)
- La Camargue de Manitas (1999)
- Guitare D’Or Manitas de Plata (1999)
- Flores de mi corazón (1999, Troubadour Records)
- Manitas de Plata et los Plateros (2004)